# Copsyrna maculata
Copsyrna maculata är en insektsart som beskrevs av Gutrin-mtneville 1829. Copsyrna maculata ingår i släktet Copsyrna och familjen Flatidae. Utöver nominatformen finns också underarten C. m. ochracea.